# Ectoconus
Ectoconus byl rod pravěkého placentála z vyhynulého řádu Condylarthra, žijícího v období nejpozdnější svrchní křídy (pozdní stupeň maastricht) až raného paleocénu, asi před 66 až 63 miliony let na území západu Severní Ameriky. Jedná se o zástupce (reso. potomka) tzv. katastrofické fauny, žijící relativně nedlouho po katastrofě na konci křídy.

## Charakteristika a význam
Ectoconus je významný především tím, že představuje jednoho z prvních větších savců, kteří se vyvinuli po katastrofě na konci křídy. Savci tehdy využili uprázdněných nik po vyhynutí dinosaurů a stali se postupně dominantními zástupci suchozemské fauny. Zkameněliny tohoto středně velkého savce byly poprvé identifikovány a formálně popsány americkým paleontologem E. D. Copem v roce 1884.
V současnosti jsou rozlišovány tři druhy tohoto rodu: typový E. ditrigonus a dále E. cavigellii a E. symbolus.
Druh E. ditrigonus, jehož fosilie byly objeveny na lokalitě Corall Blufs v Coloradu ve vrstvách o stáří 65,3 milionu let, je prvním známým suchozemským živočichem, jehož tělesná hmotnost po vymírání na konci křídy před 66 miliony let přesáhla zhruba 50 kg.